# Каландруччи, Джачинто
Джачинто Каландруччи (итал. Giacinto Calandrucci; 20 апреля 1646, Палермо, Сицилия — 22 февраля 1707, Палермо) — итальянский живописец и гравёр эпохи барокко.

## Биография
Джачинто был родом из Палермо на о. Сицилия, он переехал в Рим со своим коллегой-художником, живописцем и гравёром Пьетро дель По. Как и многие молодые художники в Риме, поступил учеником в самую известную мастерскую Карло Маратты. Впоследствии работал под руководством Джузеппе Пассери.
В 1680-х годах Каландруччи завершил декоративные росписи на тему «Времена года» в Палаццо Ланте; затем создавал фрески на мифологические сюжеты в галерее Палаццо Мути-Папаццурри, галереи Палаццо Строцци-Бессо; и фреску плафона «Жертвоприношение Церере» на папской вилле Фальконьери во Фраскати. Джачинто также писал идиллические пасторальные сцены, в том числе две подобных картины в Берли-хаусе, Стэмфорд, Англия. Он также написал в Риме две картины для главного алтаря и капеллы Чимини в церкви Сант-Антонио-деи-Портогези: «Мадонна с Младенцем, святой Анной и святыми» и «Дева Мария, представляющая Святого Младенца святому Антонию» (1707). Другие произведения: «Святое семейство со святыми Анной и Антонием Падуанским» в церкви Сан-Паоло-алла-Регола (ок. 1700), фрески плафона капеллы Альтьери церкви Санта-Мария-ин-Кампителли, фрески церкви Сан-Бонавентура-аль-Палатино, церкви Сан-Паоло-алла-Регола.
В церкви Санта-Мария-дель-Орто в Трастевере (район Рима) он также писал алтарные картины и фрески, а именно «Воскресение Христа» (1703) в правом трансепте, но прежде всего грандиозное «Вознесение Девы» (Ассунта, 1706) на своде центрального нефа (общий проект, однако, приписывается его учителю Карло Маратте.
В 1705 году художник вернулся в Палермо, где начал украшение Оратория Сан-Лоренцо. Он также написал картины для церкви Сантиссимо Сальваторе, изображая Деву Марию со святым Василием и другими святыми. Он умер в Палермо. Его брат Доменико и племянник Джованни Баттиста также были художниками, они завершали многие работы Джачинто, прерванные его смертью.

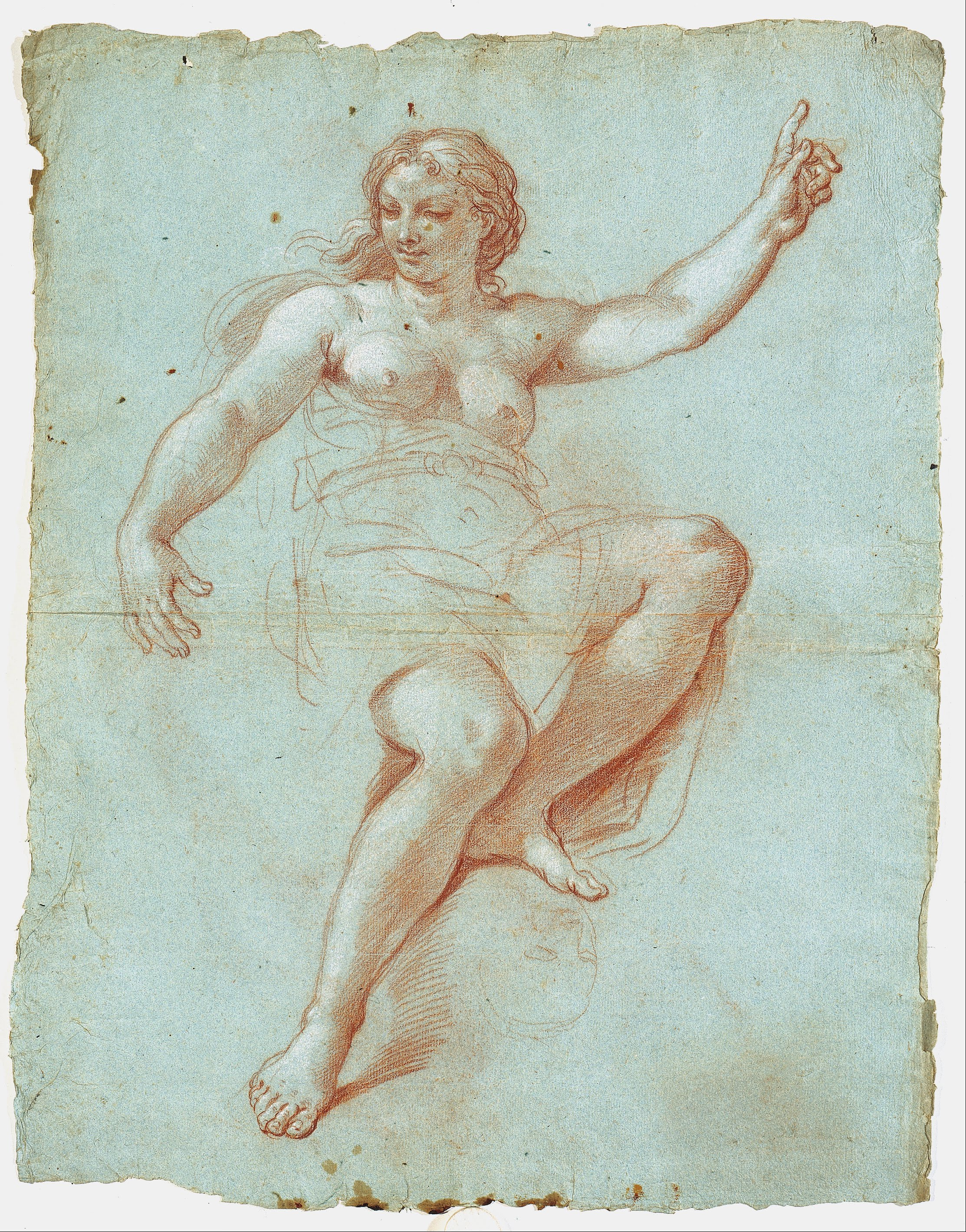
Эскиз фигуры Авроры. 1680-е гг. Голубая бумага, сангина, мел. Кунстпаласт, Дюссельдорф
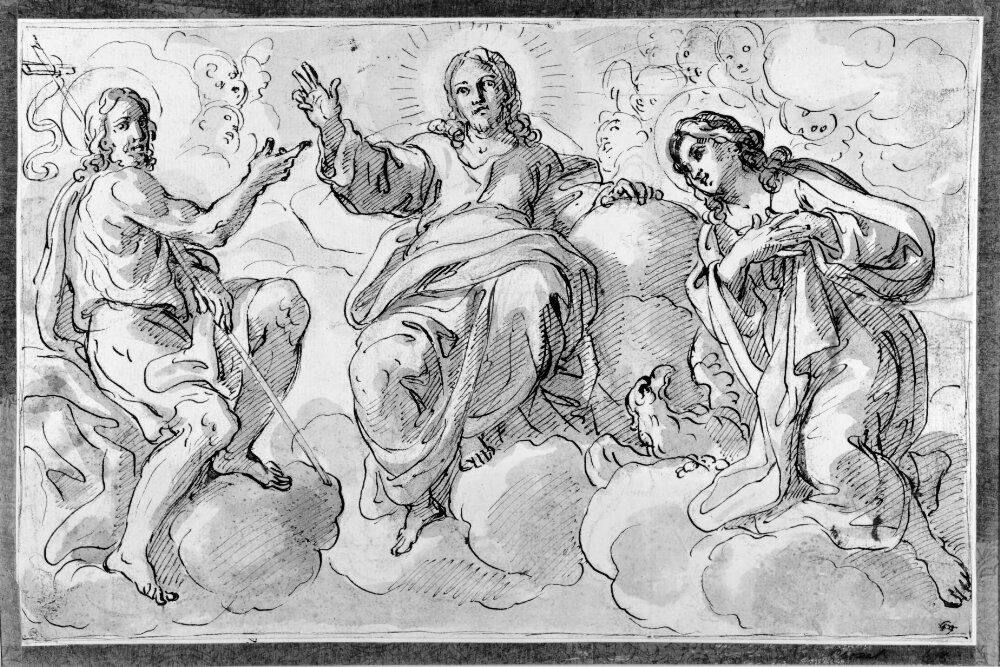
Христос на небесах в окружении Иоанна Крестителя и Иоанна Евангелиста. Бумага, перо, тушь. Национальный музей изобразительных искусств, Стокгольм
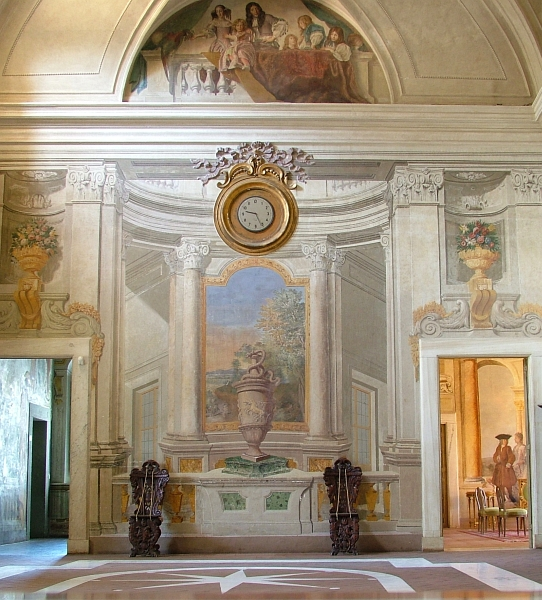
Вилла Фальконьери. Фраскати. Интерьер вестибюля
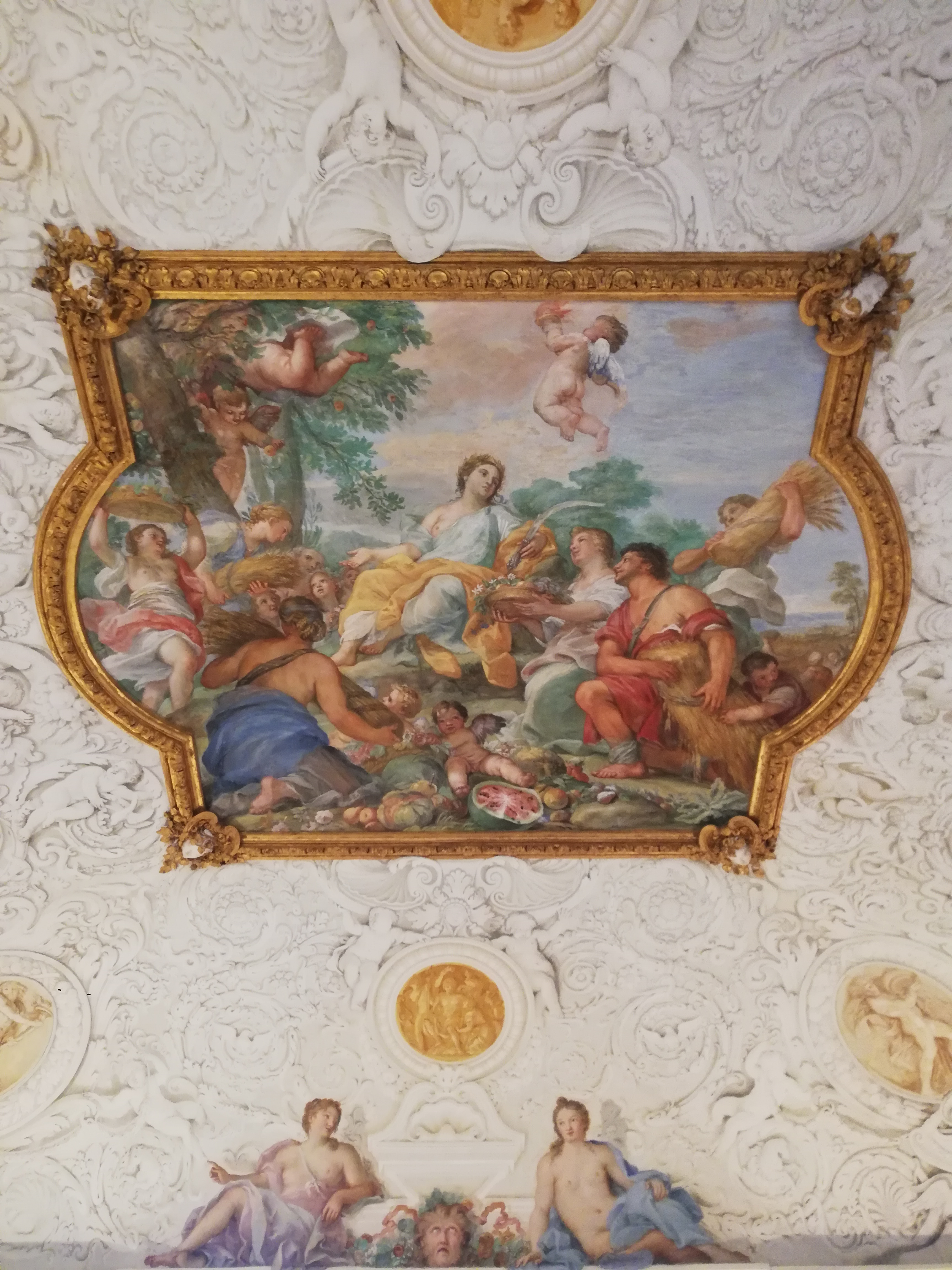
Лето. Фреска плафона Виллы Фальконьери, Фраскати
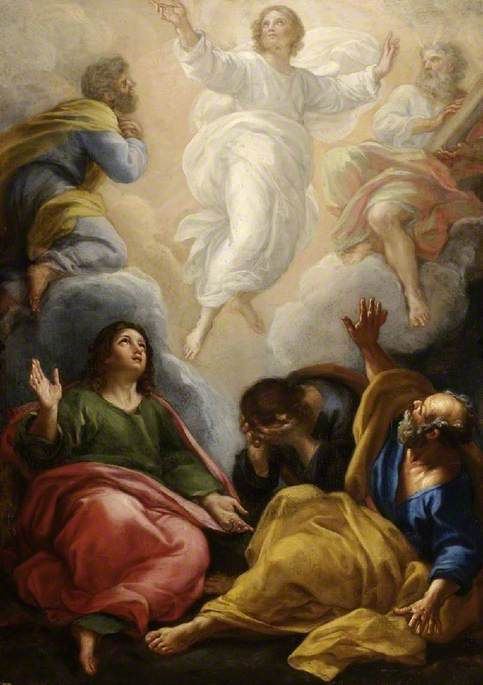
Преображение. Холст, масло. Музей Фицуильяма, Кембридж, Великобритания